# Leptothecata
Leptothecata är en ordning av nässeldjur. Leptothecata ingår i klassen hydrozoer, fylumet nässeldjur och riket djur. Enligt Catalogue of Life omfattar ordningen Leptothecata 2048 arter. 

## Bildgalleri

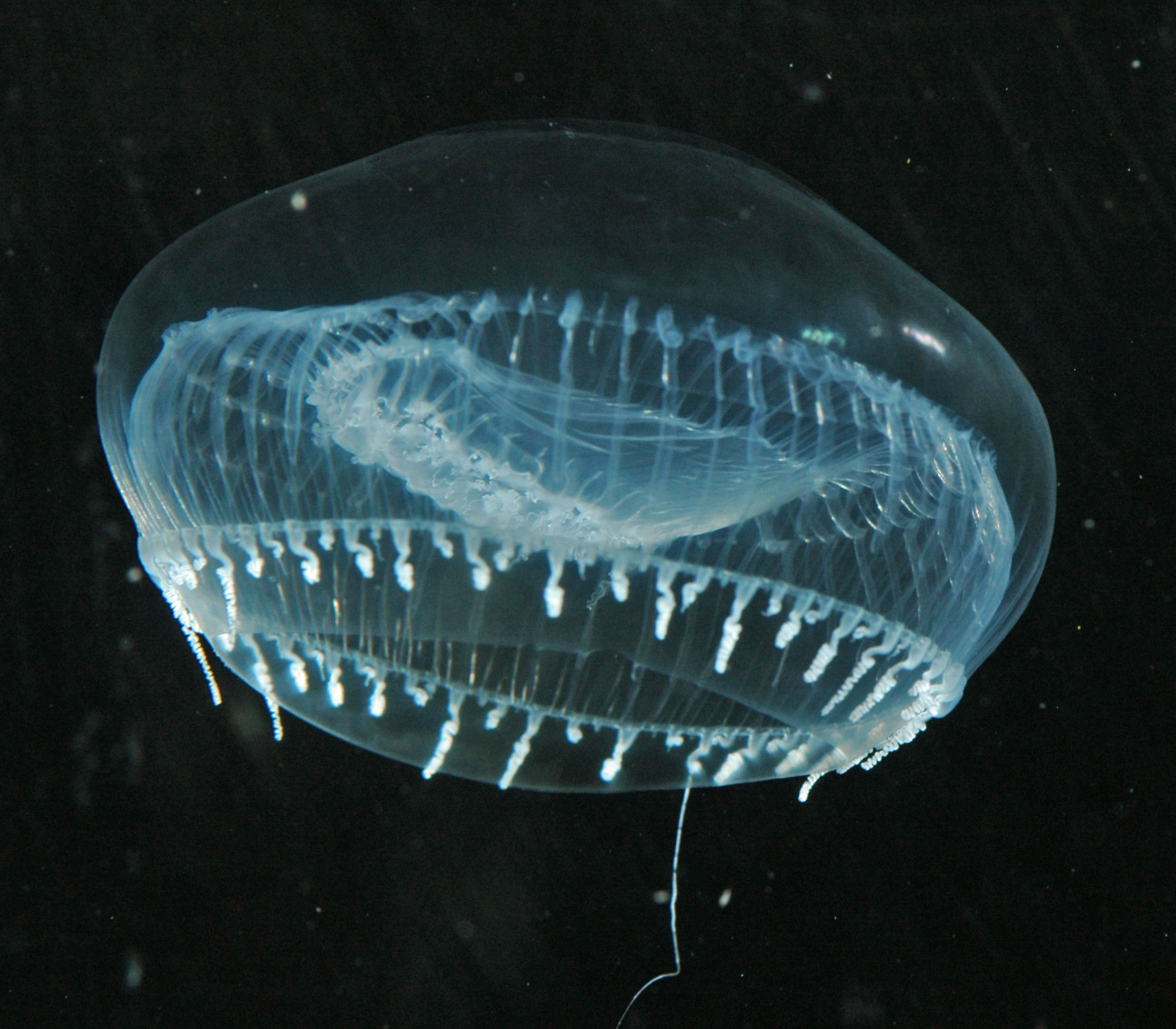
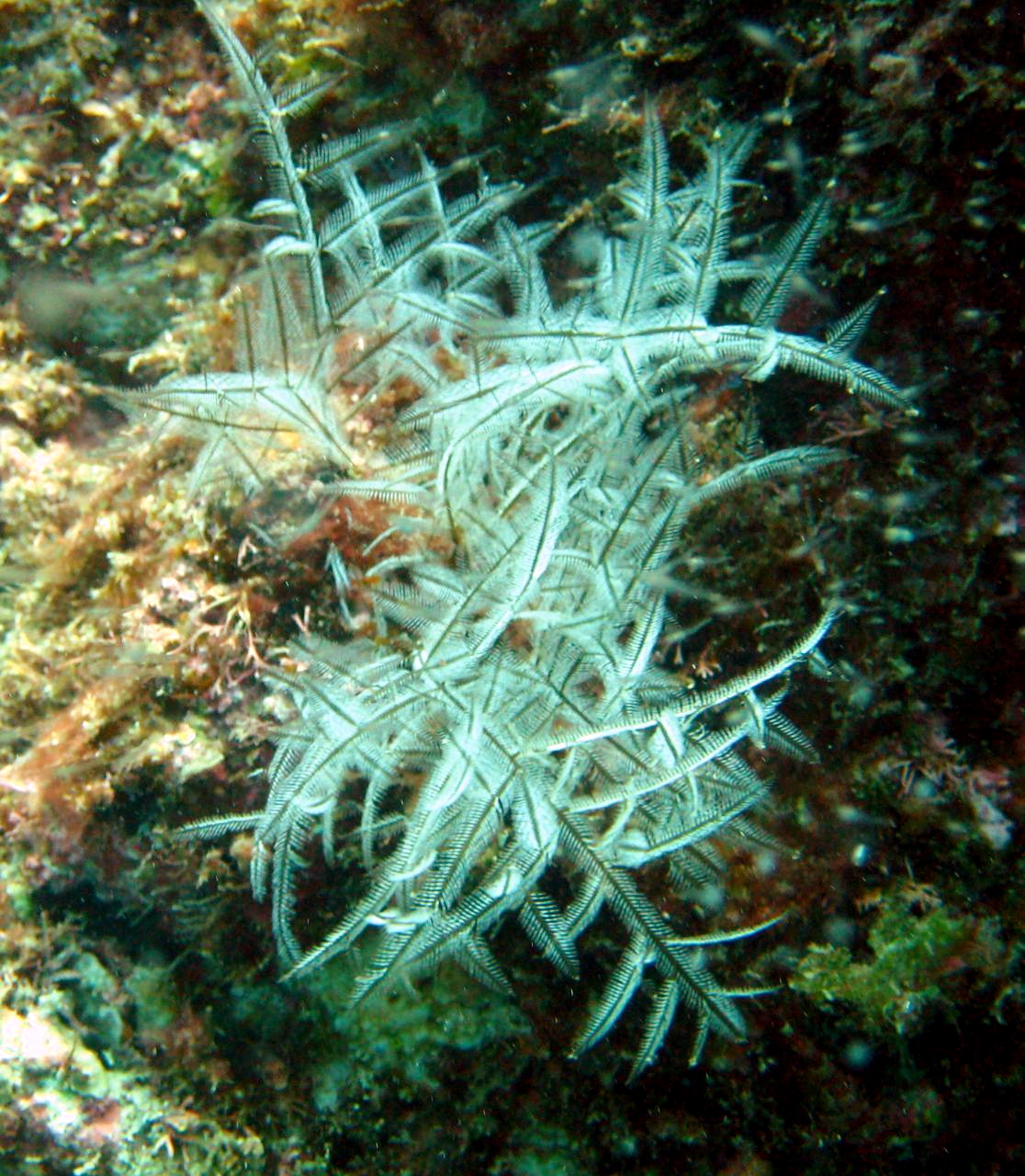

## Dottertaxa till Leptothecata, i alfabetisk ordning[1]
- Aequoreidae
- Aglaopheniidae
- Barcinididae
- Blackfordiidae
- Bonneviellidae
- Campanulariidae
- Campanulinidae
- Cirrholoveniidae
- Clathrozoidae
- Dipleurosomatidae
- Eirenidae
- Haleciidae
- Halopterididae
- Hebellidae
- Kirchenpaueriidae
- Lafoeidae
- Laodiceidae
- Lineolariidae
- Lovenellidae
- Malagazziidae
- Melicertidae
- Mitrocomidae
- Octocannoididae
- Orchistomidae
- Phialellidae
- Phialuciidae
- Plumulariidae
- Sertulariidae
- Sugiuridae
- Syntheciidae
- Teclaiidae
- Thecata incerta sedis
- Thyroscyphidae
- Tiarannidae